# Schöner Náci
Schöner Náci, wł. Ignác Lamár (ur. 1897 w Petržalce, zm. 1967 w Lehnicach) – znana postać międzywojennej i powojennej Bratysławy.

## Życiorys
Lamár urodził się w 1897 roku w Petržalce, obecnie dzielnicy Bratysławy. Pochodził z mieszanej rodziny, jego ojciec był Węgrem, matka Niemką. Jego dziadek, także Ignác Lamár, był znanym klaunem.
Rodziców stracił w dzieciństwie. Matka porzuciła rodzinę i wyjechała z kochankiem do Wiednia, a ojciec zmarł wkrótce później. Aby zarobić na utrzymanie i spłacić rodzinne długi, Lamár zaczął pracować w teatrze, a wkrótce później jako klaun.
W 1914 roku został porzucony przez narzeczoną oraz stracił pracę w teatrze. W czasie I wojny światowej pracował jako murarz i wykonywał inne prace dorywcze, m.in. sprzątał mieszkania miejskiej elity. Z czasem zdobywał dla tych prac coraz więcej klientów i zaczął więcej zarabiać.
Z tego okresu pochodzi też jego pseudonim. Za sprzątanie w jednym z domów otrzymał możliwość wybrania dla siebie kompletu ubrań. Gdy ubrał się w elegancki frak, spodnie, koszulę, półbuty i cylinder, od klientki usłyszał, że „teraz jest prawdziwie pięknym mężczyzną”. Lamár opowiadał tę historię wielokrotnie licznym znajomym i od tego czasu zaczął być nazywany „Pięknym Ignasiem” (niem. „Schöner Náci”), zarówno przez Niemców, Węgrów jak i Słowaków. Nadal też kontynuował wykonywanie prac dorywczych, ale przed wyjściem na ulicę zawsze przebierał się we frak, po czym spacerował ulicami bratysławskiego Starego Miasta, a spotkanym ludziom nisko się kłaniał i chętnie rozmawiał.
Lamár stał się popularny, w latach 30. XX wieku został przez redakcję jednej z popularnych gazet poproszony o udzielenie wywiadu, który dodatkowo zwiększył jego popularność. Wkrótce potem też namalowany został przez malarza Schurmanna jego portret, który przez kilka lat wystawiano na ul. Sedlárskiej, głównym bulwarze miasta.
W czasie II wojny światowej ukrywał się, obawiając się wywiezienia do obozu koncentracyjnego jako osoba podejrzana o zaburzenia psychiczne. Po wojnie został internowany w obozie na Petrżalce pod zarzutem przynależności do nazistów. Powodem aresztowania była zdrobniała forma imienia Ignác – Náci – brzmiąca tak samo jako słowo „nazista”. Po interwencji znajomych został zwolniony, gdy pomyłkę wyjaśniono.
Po zwolnieniu z obozu kazał nazywać się Ignácem i nie zgadzał się na używanie formy Náci. W związku ze wzrostem znaczenia języka słowackiego w życiu miasta, zaczął uczyć się tego języka, z którym wcześniej miał niewielki kontakt.
Kilka ostatnich lat życia spędził w domu starców. Zmarł w 1967 roku w szpitalu gruźliczym w Lehnicach. Dzięki staraniom Towarzystwa Ferdinanda Martinengiego jego szczątki zostały na początku XXI wieku przeniesione z Lehnic do Bratysławy.

## Upamiętnienie
Na Starym Mieście w Bratysławie znajduje się pomnik „Pięknego Ignacego”, którego przedstawiono we fraku i z cylindrem, stojącego przed jego ulubioną kawiarnią i kłaniającego się przechodniom.